# Ячеистая текстура

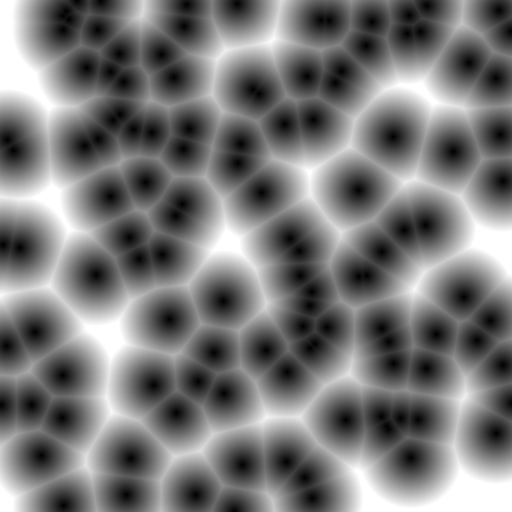
Ячеистая текстура на основе функции F_{1}

Ячеистая текстура (англ. Cellular texture) — растровое изображение, созданное на основе набора точек, случайно распределенных в двумерном пространстве.
Данная текстура применима для моделирования таких объектов реального мира, как губка, чешуя, галька, плитка.
Алгоритмы генерации ячеистых текстур используются, в частности, в следующих программных продуктах: 3ds Max, Filter Forge, Genetica, MaPZone.
Ячеистая текстура может применяться как в первоначальном виде, так и в виде строительного блока для создания более сложных текстур.
Создать ячеистую текстуру можно с помощью функции Fn, предложенной Стивеном Уорли. Функция Fn (x) определяет зависимость интенсивности цвета пикселя от значения его координат. Значение функции определяется как расстояние от точки x до n-той ближайшей к ней точки, распределенной в пространстве текстуры.